# Erik Turesson den äldre (Bielke)
Erik Turesson av ätten Bielke, död omkring 1328, var en svensk riddare och diplomat. Han kallas Erik Turesson den äldre för att skilja honom från sin brorsons sonsons son Erik Turesson den yngre (Bielke).

## Biografi
Turesson var son till riksrådet och lagmannen Ture Kettilsson (Bielke) och Sigrid (Sparre).
Erik Turesson deltog på hertig Erik Magnussons sida som väpnare 1310 och var 1315 riddare då han deltog i framförhandlandet av fördraget mellan Erik och Valdemar Magnusson. Senare var Erik Turesson en av de svenska legater som slöt unionstraktaten mellan Sverige och Norge i Oslo 1319. Samma år var han riksråd och medlem av Magnus Erikssons förmyndarstyresle. Under framförhandlandet av Nöteborgstraktaten med Republiken Novgorod 1323 var han den främste svenske delegaten. Hans sista kända uppträdande i dokumenten var deltagandet i Södermannalagens redigering 1327.

### Familj
Turesson gifte sig före 1315 med Margareta Bengtsdotter (Folkunge). De fick tillsammans dottern Ingeborg Eriksdotter som var gift med riddaren och riksrådet Kettil Glysing.